# Marisa Pavan
Marisa Pavan (født Marisa Pierangeli 19. juni 1932, død 6. december 2023) var en italiensk filmskuespiller; tvillingesøster til Pier Angeli (en).
Hun havde nogle roller i Hollywood-film i 1950'erne og blev i 1955 nomineret til en Oscar for bedste kvindelige birolle som Anna Magnanis teenagedatter i Den tatoverede rose. Blandt hendes andre filmtitler kan nævnes Manden i gråt (1956) og Kaptajn Jones' eventyr (1959).

## Privatliv
Gift i 1956 med den franske skuespiller Jean-Pierre Aumont indtil hans død i 2001. De fik sammen to børn.